# 幕張テクノガーデン
幕張テクノガーデン（まくはりテクノガーデン、略称 MTG）は、千葉県千葉市美浜区の幕張新都心にある、株式会社幕張テクノガーデンが所有する超高層建築物。西高層館B棟と東高層館D棟の2棟からなるツインタワーおよび低層棟で構成されている。第32回BCS賞、衛生工学会特別賞を受賞している。

## 概要
1988年（昭和63年）に「民間事業者の能力の活用による特定施設の整備の促進に関する臨時措置法（民活法）」で正式に認定され、1990年（平成2年）4月10日 に開業。民活法に基づくインテリジェントビル第1号として完成した。日鉄興和不動産、清水建設などが出資する株式会社幕張テクノガーデンが所有する。エリア内には東京都市サービスによる地域熱供給施設があり、MTGおよび周辺のオフィスビルに冷暖房用熱源の供給を行っている。

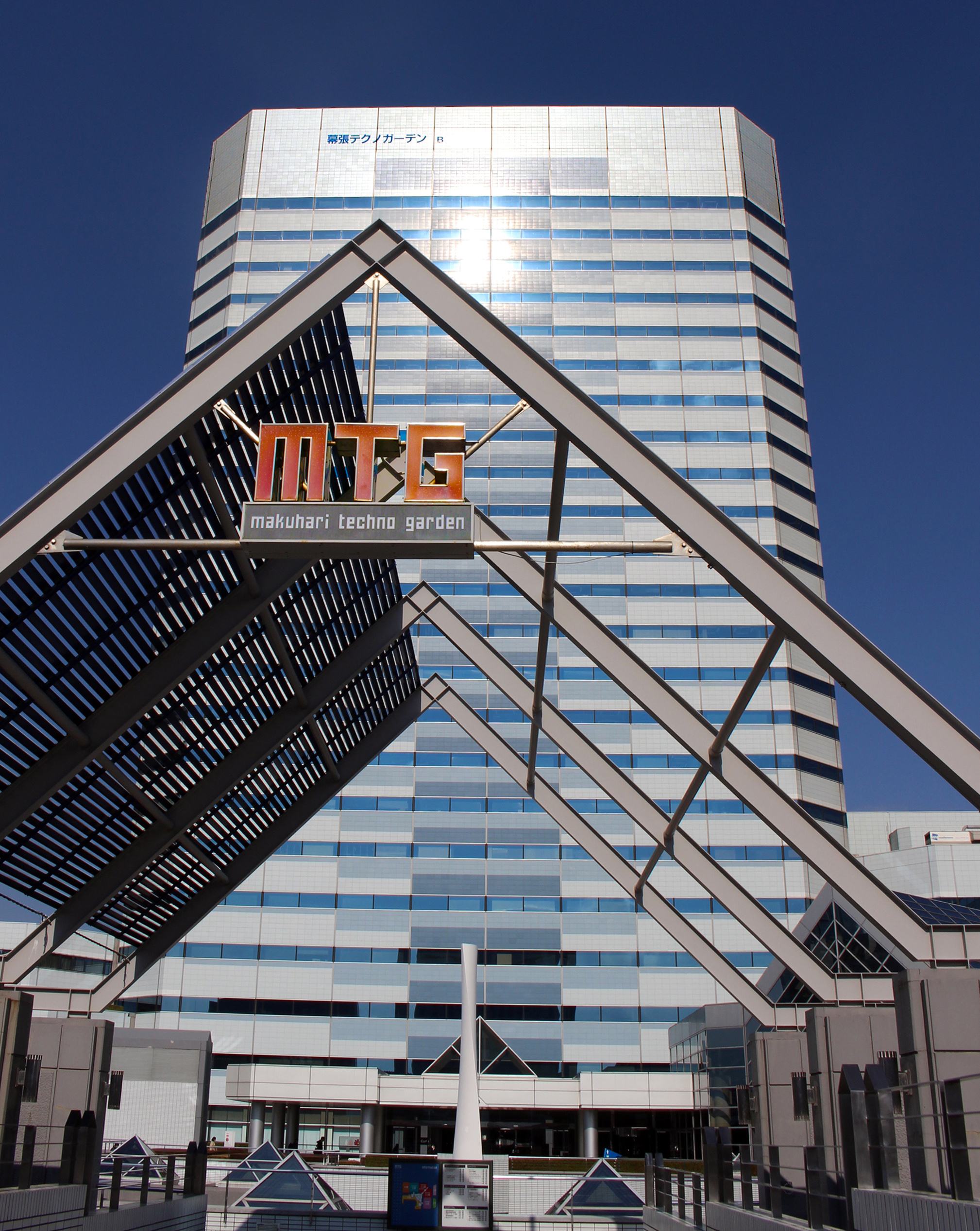
ペデストリアンデッキより西高層館B棟
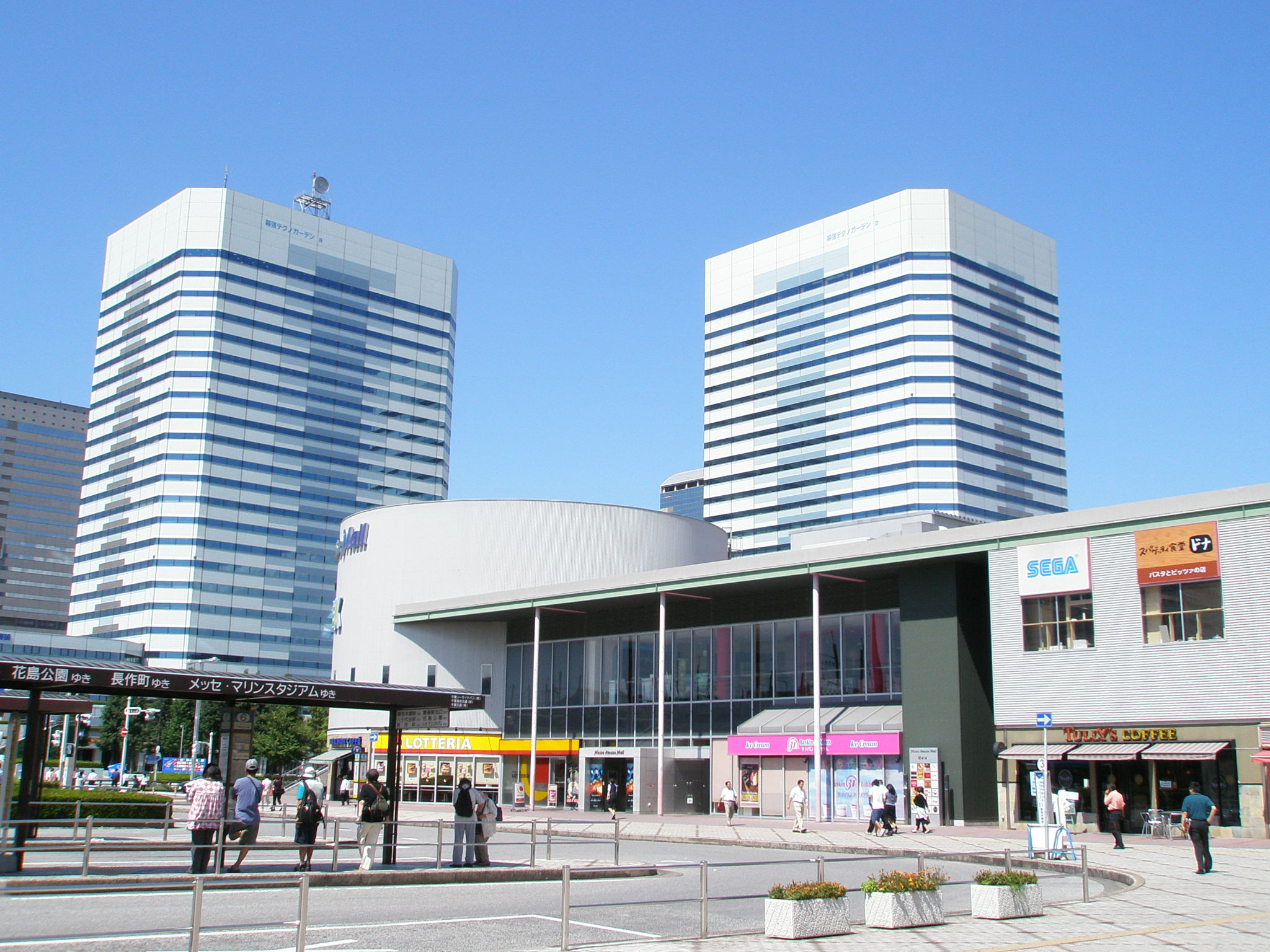
海浜幕張駅北口より西高層館B棟・東高層館D棟

## 歴史
- 1988年（昭和63年）
  - 6月23日 - 民間事業者の能力の活用による特定施設の整備の促進に関する臨時措置法（民活法）で正式認定[7][8]。
  - 8月18日 - 起工式[1]。
- 1990年（平成2年）4月10日 - 開業[2][3]。

## 建物構成
- A棟（クロスウェーブ幕張）

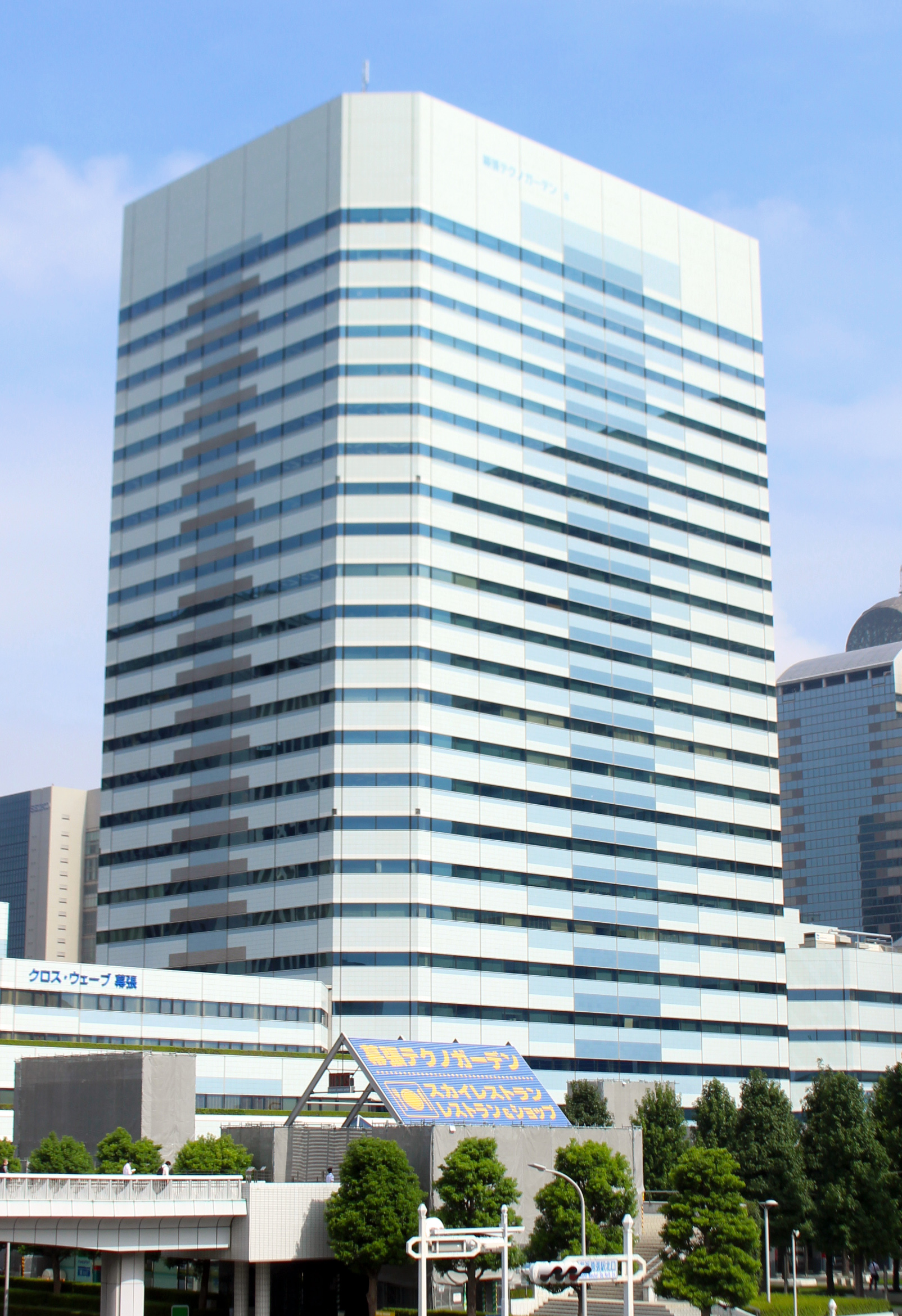
B棟（西高層館）
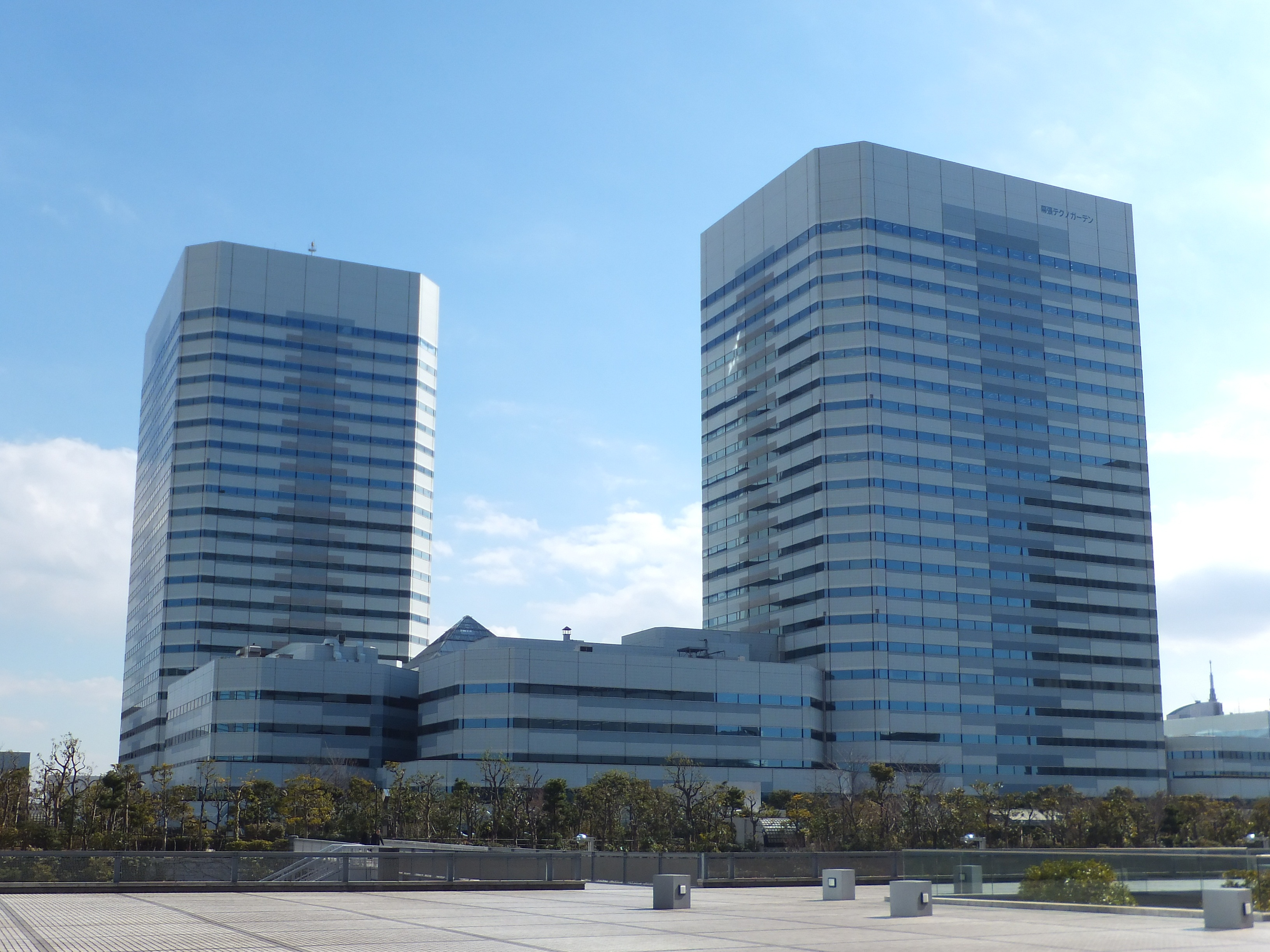
CB棟（西中央館）
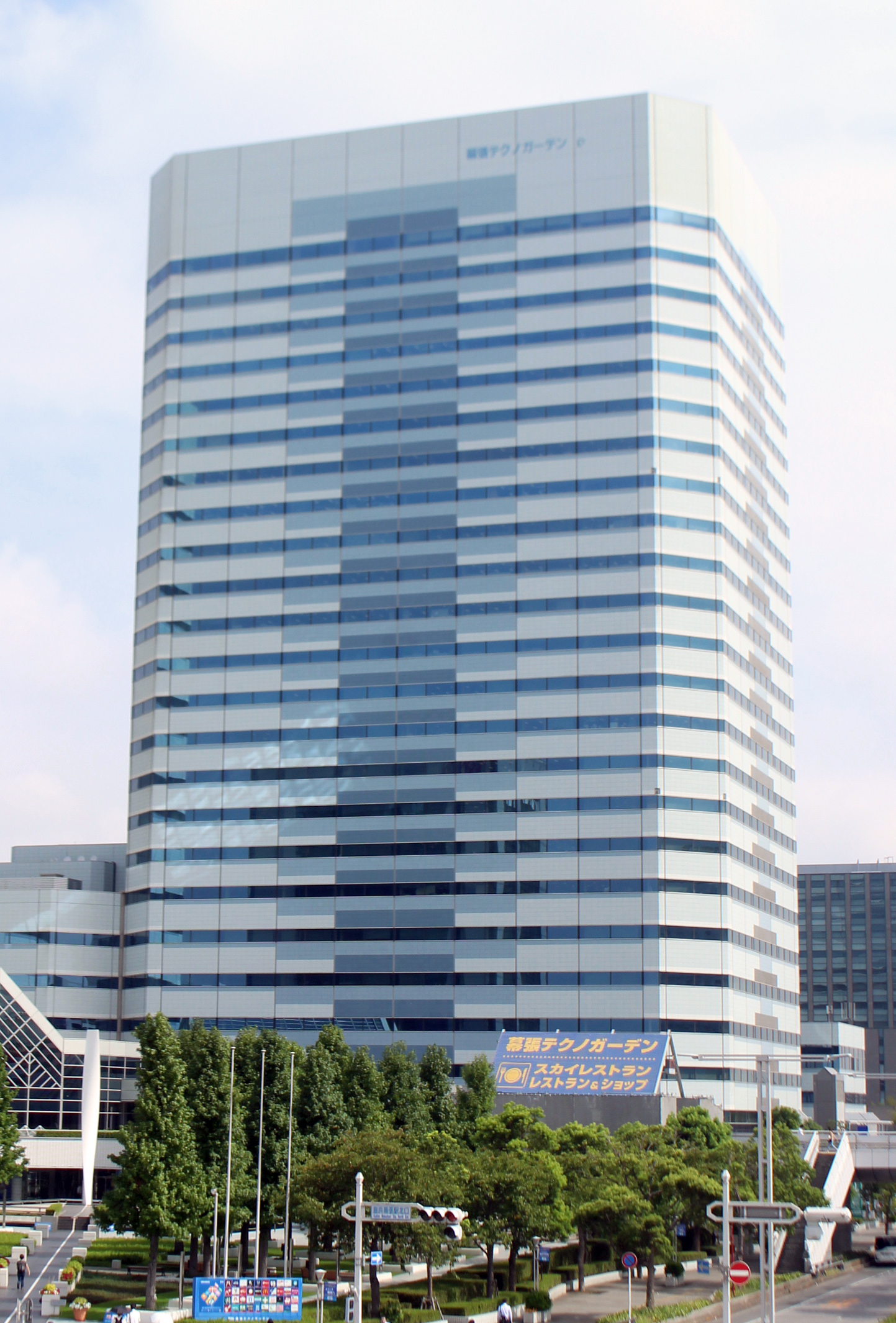
CD棟（東中央館）
- D棟（東高層館）
- F棟（店舗街）
- G棟（熱供給センター）
- E棟（東都大学幕張キャンパス2号館[11][注 1]）

- 西高層館B棟
- CB・CD棟（中央の低層棟）
- 東高層館D棟

## 入居企業
開業時点で、企業104社が入居した。
- ウェザーニューズ※
- 三協立山
- NTT東日本-南関東
- YKK AP
- プルデンシャル生命保険
- JFEシステムズ
- メガチップス
- 四国化成工業
- 沖通信システム
- 長谷工コミュニティ
- 木下工務店
- 鴻池ロジスティックネットワーク
- 住友林業
- 双葉電子工業
- オリックス
- 独立行政法人石油天然ガス・金属鉱物資源機構（JOGMEC）
- KDDI
- 第一三共
- 旭化成ホームズ
- サンゲツ
- ヤマダ・エスバイエルホーム
- 清水建設
- 杏林製薬
- 第一生命保険
- 大和ハウス工業
- 三井造船システム技研※
- 理経
- トヨタホームちば※
- ビィー・トランセホールディングス※
- イオンライフ※
- エー・シー・エス債権管理回収※

（※印は本社機能を置いている企業）

## 設備
次代に対応する全館のインテリジェント化を図るため、ビル内は無柱の大空間を実現し、情報機器のフレキシブルな配線に対応している。
- 光ケーブル設置済み（超高速・大容量通信に対応）
- バリアフリー対応
- ICカード（セキュリティシステムキーなど）
- 24時間セキュリティ・防災システム